# Bandera de Andalucía

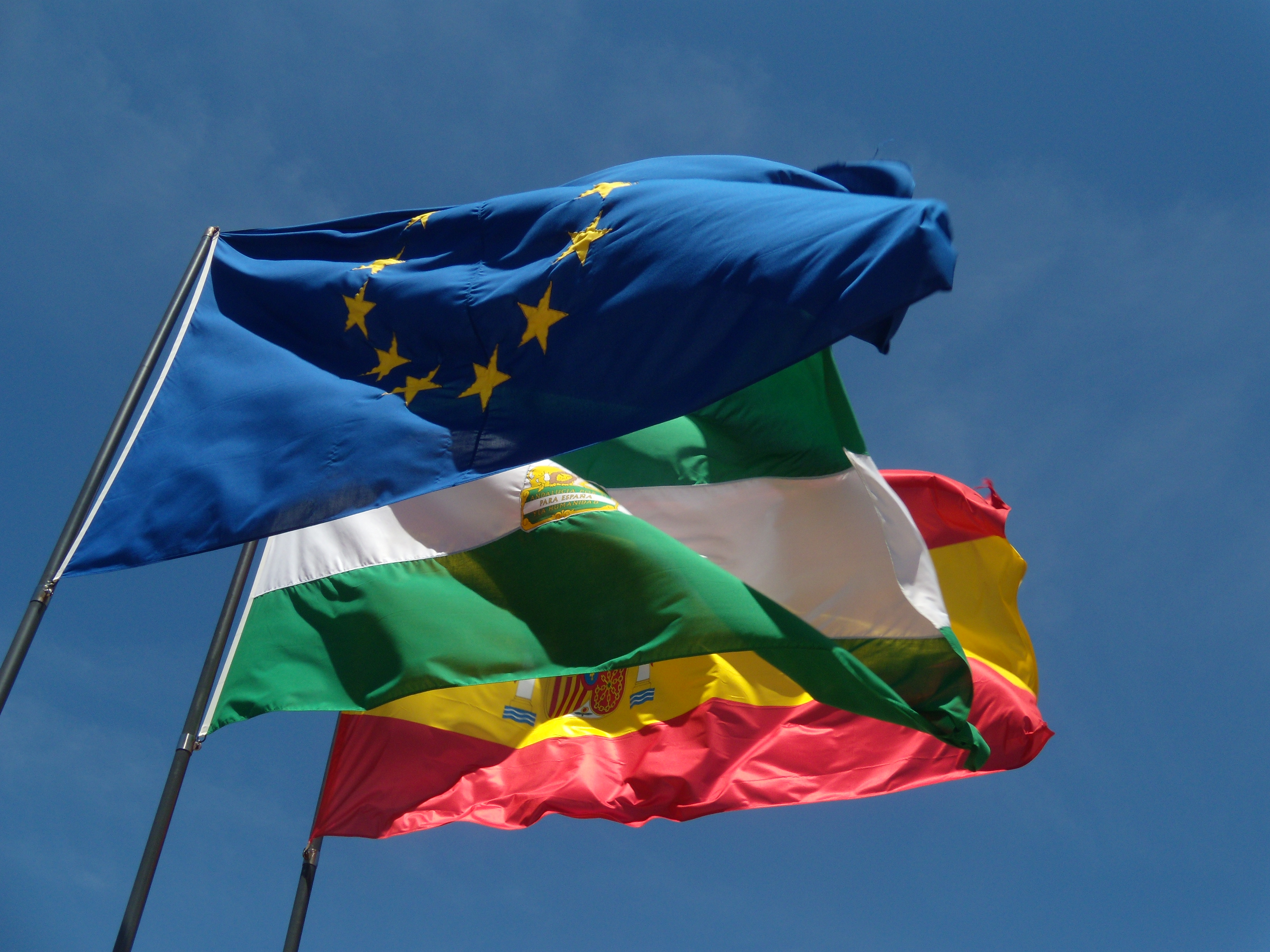
La bandera de Andalucía, entre las banderas de Europa y España

La bandera de Andalucía se define según el artículo 3.1 del Estatuto de Autonomía de Andalucía:

[...] es la tradicional formada por tres franjas horizontales —verde, blanca y verde— de igual anchura, tal como fue aprobada en la Asamblea de Ronda de 1918.

Se regula una versión institucional en la Ley 3/1982, de 21 de diciembre (BOJA n.º 1, de 4 de enero de 1983), que indica, en su artículo 3:

[...] El escudo de Andalucía habrá de figurar en:
 1. Las banderas de Andalucía que ondeen en el exterior o se exhiban en el interior de las sedes de los órganos estatutarios de la Comunidad Andaluza.

Y se especifica el formato de escudo en la bandera mediante el Decreto 213/1983, de 19 de octubre (BOJA n.º 89, de 8 de noviembre), en su artículo 1:

[...] El escudo de Andalucía habrá de figurar en la bandera de Andalucía, en ambas caras y en su centro, y tendrá una altura de dos quintos de la anchura de la bandera.

Actualmente, la bandera verde y blanca es uno de los símbolos oficiales de Andalucía, junto al escudo de Andalucía. Asimismo, una referencia a ella figura en el himno de Andalucía, concretamente en su primera estrofa: 

La bandera blanca y verde
vuelve tras siglos de guerra
a decir paz y esperanza
 bajo el sol de nuestra tierra.
 Himno de Andalucía 

El día 4 de diciembre es el día de la Bandera.

## Historia

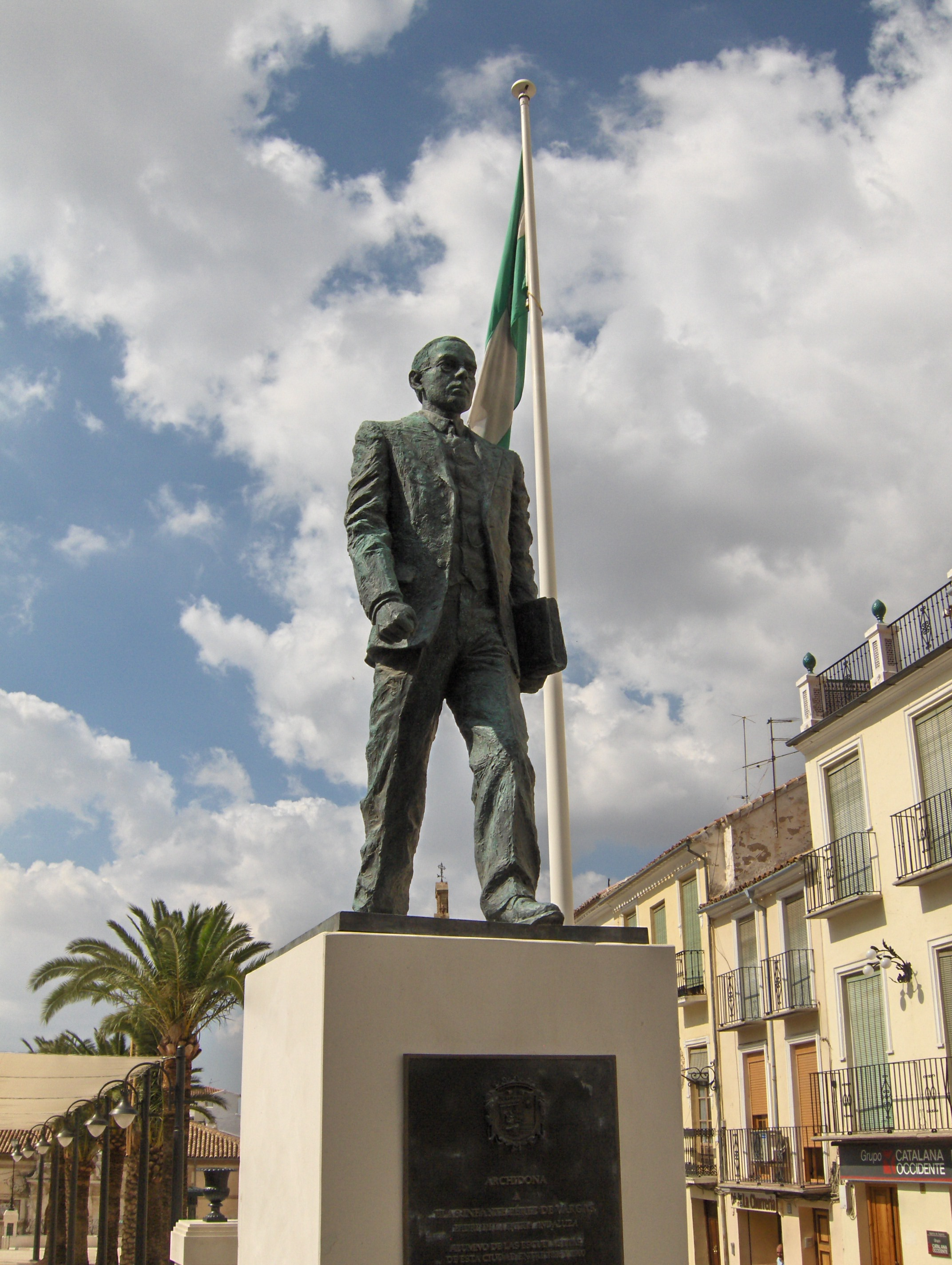
Monumento a Blas Infante (1885-1936), en Archidona.

La bandera de Andalucía fue creada por Blas Infante, se dice que con motivo de la llamada Asamblea de Ronda en 1918. Sin embargo, en las actas de las sesiones en Ronda nada se afirmó al respecto y Enrique Iniesta afirma que la primera mención de la bandera por Blas Infante aparece en la revista Andalucía el 31 de diciembre de 1919, casi dos años después. En todo caso, no se daría a conocer hasta la década de 1930.
Ondeó por primera vez en una institución oficial el 6 de noviembre de 1932 en un balcón del Ayuntamiento de Aracena (Huelva) y Cazalla de la Sierra (Sevilla), durante una colectivización de tierras. No en vano, el movimiento andalucista de Blas Infante se había vinculado al movimiento revolucionario anarcosindicalista, de gran pujanza entre el campesinado andaluz.
Era la época del primer bienio de la Segunda República, que había abordado la cuestión autonomista catalana y vasca (y abierto la misma posibilidad para otras regiones). La Comisión Organizadora de la Asamblea Regional Andaluza, encargada de elaborar un proyecto de Estatuto de Autonomía, llevaba a cabo una extensa labor de promoción tanto de sus actividades como de los símbolos andaluces, para lo cual recurrieron al movimiento que lideraba Blas Infante desde hacía más de una década, hasta entonces con escaso éxito.
En la prensa de la época aparecieron más de una docena de propuestas vexilológicas alternativas, tanto de sectores afines como detractores de la autonomía. Algunas propusieron que, en lugar del verde y blanco, se incluyeran colores como el azul, el amarillo o el rojo, de figuras heráldicas como el sol, o incluso abogando directamente por su sustitución por el pendón de Fernando III el Santo (que fue la bandera oficial de Sevilla hasta 1995), pues este rey había conquistado la Baja Andalucía en el siglo XIII.
Tras celebrarse finalmente la Asamblea Regional en Córdoba, en enero de 1933, el proyecto fracasó y los representantes de las diputaciones republicanas de Granada, Jaén, Almería y Huelva rechazaron el proyecto autonomista planteado. El representante de la Sociedad Económica de Amigos del País en la provincia de Jaén mostró extrañeza por la bandera verde y blanca y por el himno regional, así como el grito de «Andalucía libre», mientras que el representante de Granada, Ricardo Corro (posterior alcalde de la ciudad), cuestionó la legitimidad de la Asamblea y de las Comisiones gestoras.
La guerra civil puso definitivamente fin al proyecto autonomista andaluz republicano y a sus símbolos, pero la bandera verde y blanca se recuperó cuarenta años más tarde durante la transición española. El PSA fue el primero en «desempolvar» (en palabras de Antonio Ramos Espejo) la bandera andalucista de Blas Infante y en hablar de autonomía para la región. Siguieron después otros grupos minoritarios como el Partido del Trabajo, el MSA y el MCA, cuando agrupaciones más numerosas, como el PSOE y el PCE, eran aun reacias a sumarse al movimiento andalucista.
La bandera se popularizó con motivo de la manifestación pro-autonomía del 4 de diciembre de 1977, que reivindicaba la misma autonomía para Andalucía que la que se pretendía dar al País Vasco y Cataluña, aunque en el caso andaluz las reivindicaciones eran más bien económicas (debido al atraso de la región) que identitarias. Muchos políticos que se hicieron por entonces andalucistas «a marchas forzadas» no sabían quién era Blas Infante ni qué significaban los colores de la verdiblanca, mientras que la derecha calificaba la bandera como una «enseña separatista».
Tras el referéndum autonomista del 28 de febrero de 1980, se aprobó el Estatuto de Andalucía que hizo la bandera verde y blanca y el escudo de Hércules símbolos oficiales de Andalucía.
Desde principios del siglo XXI se le ha dado también a la bandera de Andalucía el nombre de arbonaida que derivaría del árabe «Al-Balad» (país), ignorándose el inventor de este apodo reciente.

## Simbolismo

### Simbolismo original

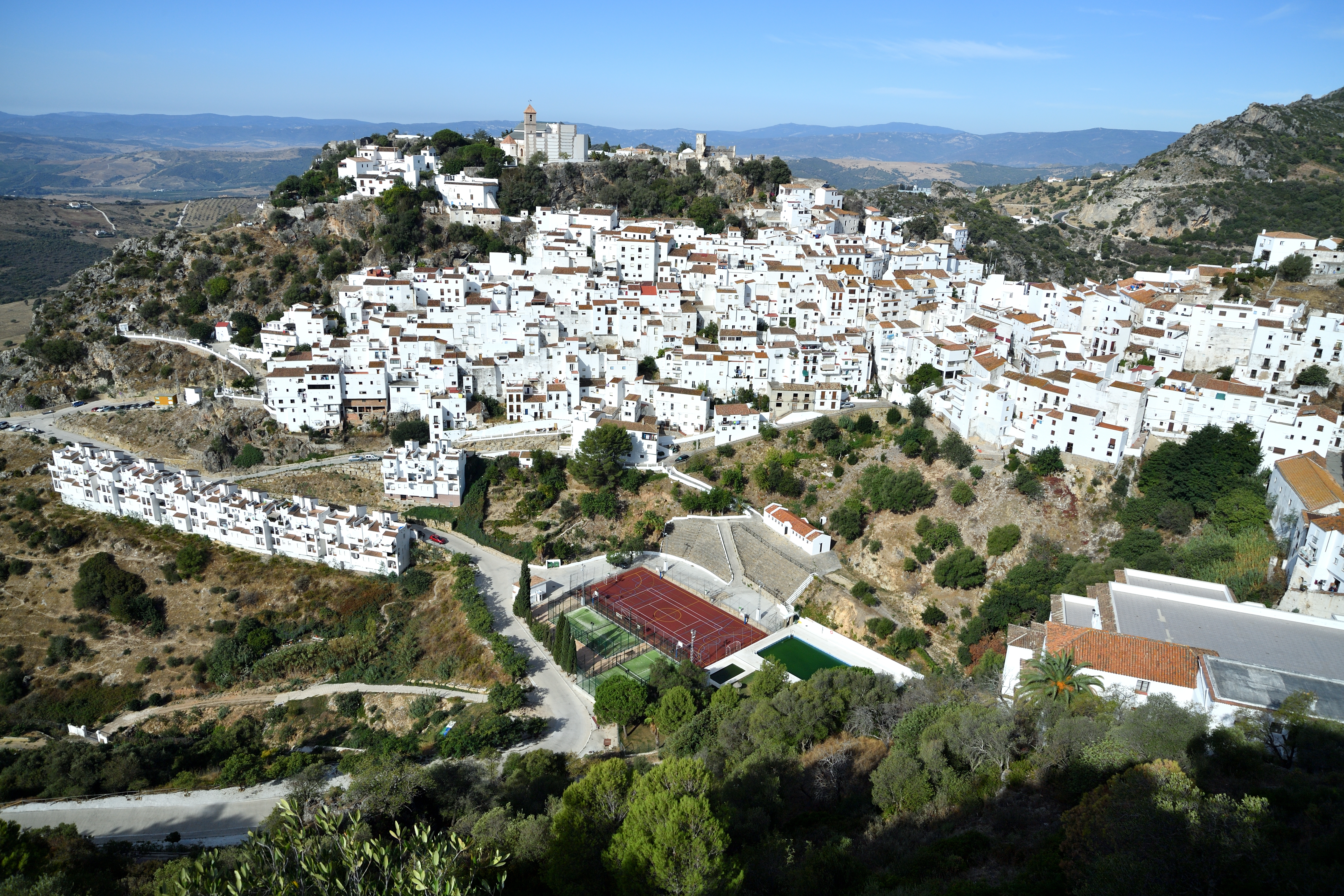
Casares, pueblo blanco rodeado de campo verde en la provincia de Málaga.

La primera referencia a la bandera de Andalucía aparece en artículo titulado Las insignias de Andalucía publicado en la revista Andalucía el 31 de diciembre de 1919. Con los colores blanco y verde se habría querido representar la campiña y la ciudad. En dicho artículo, su autor, Blas Infante, decía:

Se votó para Andalucía como bandera nacional, la bandera blanca y verde (tres franjas horizontales de igual medida: blanca la franja central y verdes las dos extremos (...). Fueron los colores preferidos por nuestros padres (...). Verde es la vestidura de nuestras sierras y campiñas prendida por los broches de las habitaciones campesinas blancas (...), blancas son nuestras villas y antiguas ciudades de blancos caseríos con verdes rejerías orladas de jazmines. Pura y blanca como un niño, es la Andalucía renaciente que nuestro regazo calienta. Y es aquella esperanza siempre reverdecida y ya conscientemente sentida y definida por los nacionalistas andaluces (...). La bandera blanca y verde enseña de esa pureza y de esa esperanza.

La verdiblanca, no obstante, no llegó a ser conocida hasta la época de la Segunda República. Ante el desconocimiento general de su significado por parte de la población, en noviembre de 1932 la Comisión de la Asamblea Regional manifestó a la prensa que la interpretación simbólica de las franjas alternadas (verde-blanco-verde) más admitida era «casas blancas en campo verde, los pueblos y los campos andaluces»:

Muchas personas se han dirigido o la Comisión con el deseo de conocer el origen y significado de la bandera regional. En la imposibilidad de contestar personalmente a todas, empleamos el gran vehículo difusor de la Prensa para decir que no es la bandera andaluza una creación artificiosa del momento, sino que tiene una dilatada y gloriosa existencia histórica. Las provincias béticas ya empleaban en tiempos de Roma los tonos verde y blanco para las insignias. Posteriormente la Andalucía mahometana adopta en las banderas de sus cofradías iguales colores. Y en tiempos de la gran obra de América (eminentemente andaluza) se emplean dichos colores para distinguir los Gobiernos virreinales y abanderar las naves que mantenían el tráfico con las Indias por la Casa de contratación de Sevilla. En este concepto ondeó profusamente durante la Exposición Iberoamericana en todos los actos oficiales, como había ondeado anteriormente en todos los centros andalucistas, clausurados durante la Dictadura, y por último en la Casa de Andalucía, en Madrid. En cuanto a la interpretación simbólica de las franjas alternadas (verde-blanco-verde), la más admitida es casas blancas en campo verde los pueblos y los campos andaluces.

### Resignificación islámica

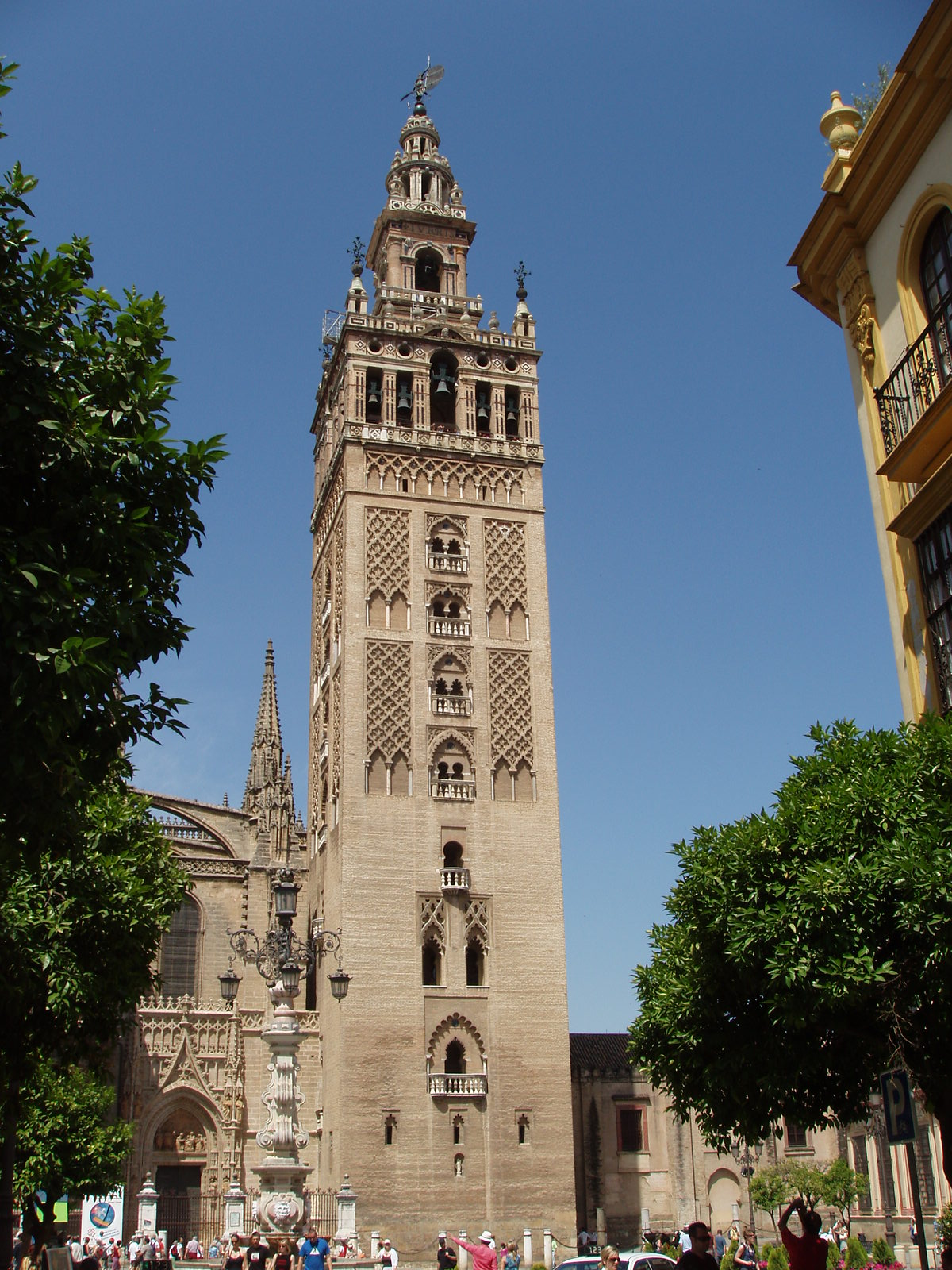
La Giralda, antiguo alminar de la mezquita mayor de Sevilla.

Sin embargo, otro simbolismo diferente, de origen islámico, se dio a conocer públicamente en diciembre de 1932, después de que hubiera sido izada en el balcón de la Diputación Provincial de Sevilla con buena acogida por parte de la población. Según Blas Infante, la enseña verde y blanca procedía en realidad de una visión que tuvo el califa almohade Yacub Almansur, quien supuestamente había visto en sueños a un ángel vestido de blanco y portador de un estandarte verde que le prometió una gran victoria. Ello habría motivado que, tras vencer los musulmanes a los cristianos en la batalla de Alarcos, el califa mandase izar dicha enseña en la Giralda en 1198 para anunciar el triunfo.
En un folleto publicado por la Junta Liberalista de Andalucía y reproducido por la prensa, escribió:

La noche antes de la gran batalla, Jacub Almansur vió en sueños un ángel "vestido de blanco" que llevaba una "bandera verde", el que le prometió un gran triunfo; no engañó el sueño al jalifa [sic]; la derrota de los enemigos fué tan completa [...]

Con este motivo ofreció el jalifa construir el más alto alminar del mundo [...]. Así fué; el año 1198 era inaugurada la Aljama de Sevilla, en cuyo alminar, llamado hoy la Giralda, ondeaba la "bandera verde y blanca", en la que, con la unión de colores "verde", del Islam, y "blanco", del jalifa, se simbolizaba la unión de las provincias del Andaluz [sic] de uno y otro lado del Estrecho.

[...] Ciudadanos de Andalucía, esa alegre y vistosa bandera de tan antiguo brillante origen; esa bandera, cuyos colores van diciendo "Paz y Esperanza", la hemos tenido los andalucistas durante veinte años por solo nuestra; la hemos respetado y venerado, como cosa sagrada; la hemos querido con el fervor de que es capaz todo hombre de corazón. Hoy ya no es sólo nuestra; ya es de todos los andaluces. [...]

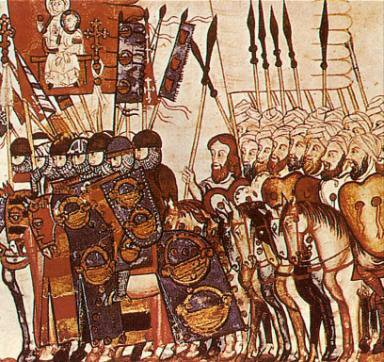
La batalla de Alarcos (1195).

Según Infante, la última vez en la que había ondeado la bandera verde y blanca habría sido en 1642, durante la conspiración del duque de Medina Sidonia, quien se habría puesto de acuerdo con el caballero morisco Tahir Al-Hor para levantar y traer de vuelta a los moriscos exiliados en el Magreb, los cuales debían desembarcar en Estepona para invadir Andalucía Oriental. Tahir, que supuestamente sería asesinado cerca de esta localidad, habría enarbolado la bandera verde y blanca y en ella se habría envuelto su cadáver. Sin embargo, estos supuestos hechos son controvertidos y los historiadores cuestionan su veracidad, ya que por toda base documental Blas Infante simplemente citó «unos archivos moriscos».
El historiador Enrique Iniesta, principal investigador de la vida y obra de Blas Infante, afirmó que Infante no había aportado documentación alguna que demostrase sus afirmaciones respecto al origen de la bandera.
Blas Infante aseguraba que «los regionalistas o nacionalistas andaluces» nada habían inventado en relación con la bandera y sostenía que los poemas árabes de Al-Ándalus la cantaban. Sin embargo, el fundador del andalucismo escribió en su obra La verdad sobre el complot de Tablada y el Estado libre de Andalucía que antes del siglo XVII la enseña andalusí llevaba en realidad dos colores más (lo que contradeciría que la verdiblanca hubiese sido creada en 1198), además de poner de manifiesto el rechazo que su bandera había generado:

¡Qué Gobiernos; qué país! ¡Llegar a sentir tanta alarma ante el flamear de una bandera de inocentes colores, blanca y verde! Le hemos quitado, desde el siglo XVII, el negro 'como el duelo después de las batallas' y el rojo 'como el carmín de nuestros sables' que también rezan los versos antes citados, y todavía se inquietan.

Aunque Infante identificaba a los andaluces actuales con los andalusíes musulmanes, la expulsión de estos y la repoblación de la región con cristianos venidos del norte fue tan completa que el historiador Manuel González Jiménez habla de «la práctica sustitución de una población por otra».
Desde finales del siglo XX se ha sostenido que la primera mención de la bandera verdiblanca procede del poeta Abu-l-Asbag de Guadix, quien vivió entre 1040 y 1091 y describió un estandarte verde con una cenefa blanca flameada por un caballero cristiano al servicio del rey Almotacín de la taifa de Almería. Según la obra Esplendor de Al-Andalus del francés Henri Pérès, los versos de este autor rezaban: «una verde bandera que se ha hecho de la aurora blanca, un cinturón». No obstante, Pérès publicó su obra por primera vez en 1937, por lo que Iniesta afirma que Infante no pudo haber conocido el poema de Abu-l-Asbag.
También se ha dicho que el verde vendría por la dinastía omeya. Según Enrique Iniesta, el origen de esta teoría procede de un comercio sevillano en el que se vendían banderas andaluzas en tiempos de la Transición, cuyo vendedor decía que tenían «el auténtico color verde-omeya». Pero Iniesta afirma, basándose en Reinhart Dozy y Henri Pérès, que no era el verde, sino el blanco, el color característico de los omeyas, quienes habían adoptado el blanco como color nacional por oposición a los abasíes, que enarbolaban estandartes negros.
Desde la década de 1970 los andalucistas han especulado además con otros supuestos precedentes de la bandera y de la conciencia regionalista andaluza, como el llamado motín del pendón verde de 1521, e incluso algunos han afirmado que las banderas utilizadas en Andalucía durante la revolución de 1868 y la rebelión cantonal de 1873 habrían sumado el negro y el rojo a los colores verde y blanco. Sin embargo, todo esto responde a construcciones historiográficas posteriores y no a lo que tuvo en cuenta el propio andalucismo histórico.
La idea real de la bandera andaluza se la podría haber sugerido a Blas Infante una manifestación reivindicativa de las mujeres de su pueblo natal, Casares, que portaban una bandera verde y blanca, en dos franjas horizontales. De hecho, Infante escribió que había sido la primera vez que se había enarbolado la bandera en el siglo XX, aunque hizo referencia a este suceso como una «coincidencia curiosa».
Según Estanislao Naranjo Infante, nieto de Blas Infante, los símbolos de Andalucía, y en especial el escudo, se inspiran en simbología masónica. De hecho, Blas Infante, cuya convicción religiosa «se caracterizaba sobre todo por su deísmo y su acerbo anticlericalismo», perteneció a diferentes logias masónicas e incluso llegó a ser maestro de una de ellas. Paralelamente, en 1924, durante una peregrinación a la tumba del rey árabe de Sevilla Al Mutamid en Marrakech, Infante realizó rituales islámicos y un académico árabe afirma que se convirtió formalmente a esta religión, lo que podría haber influido en la supuesta simbología islámica de la bandera, distinta a la que el mismo Infante dio al crearla en 1919.

## Especificaciones cromáticas
| Color | Denominación | RGB           | Hex     |
| ----- | ------------ | ------------- | ------- |
|       | Verde        | (0,122,51)    | #007A33 |
|       | Blanco       | (255,255,255) | #FFFFFF |

## Otras variaciones

Bandera de las mujeres de la Comuna de Casares.
Bandera revolucionaria, utilizada por el partido político "Nación Andaluza y otros grupos de izquierdas (comunistas, socialistas, independentistas).
Otra bandera nacionalista con la estrella de 8 puntas de Tartessos. Frecuentemente utilizada por el Andalucismo cultural.
Bandera que la UCD de Granada propuso durante la Transición para Andalucía Oriental.